# Subprefectura de Kushiro
La Subprefectura de Kushiro (釧路総合振興局, Kushiro-sōgō-shinkō-kyoku) és una subprefectura de Hokkaido, al Japó. La seua capital i municipi més poblat és la ciutat de Kushiro.

## Geografia
La subprefectura es troba al nord-est de l'illa de Hokkaido i limita al sud amb la subprefectura de Tokachi i al nord amb les subprefectures de Okhotsk i Nemuro. A l'est, la subprefectura de Kushiro limita amb l'oceà Pacífic.

### Municipis
| |          |          |          |
| \| Municipi \| Població \| Extensió \| Densitat \| \| ---------- \| -------- \| -------- \| -------- \| \| Akkeshi \| 9.183 \| 739,26 \| 12,4 \| \| Hamanaka \| 5.750 \| 423,63 \| 13,6 \| \| Kushiro \| 168.127 \| 1.362,90 \| 123 \| \| Kushiro[a] \| 19.575 \| 252,66 \| 77,5 \| \| Shibecha \| 7.507 \| 1.099,37 \| 6,83 \| \| Shiranuka \| 7.711 \| 773,13 \| 9,97 \| \| Teshikaga \| 7.102 \| 774,33 \| 9,17 \| \| Tsurui \| 2.509 \| 571,80 \| 4,39 \| \| Total \| 227.464 \| 5.997,38 \| 40 \| |          |          |          |
| Municipi | Població | Extensió | Densitat |
| Akkeshi | 9.183    | 739,26   | 12,4     |
| Hamanaka | 5.750    | 423,63   | 13,6     |
| Kushiro | 168.127  | 1.362,90 | 123      |
| Kushiro | 19.575   | 252,66   | 77,5     |
| Shibecha | 7.507    | 1.099,37 | 6,83     |
| Shiranuka | 7.711    | 773,13   | 9,97     |
| Teshikaga | 7.102    | 774,33   | 9,17     |
| Tsurui | 2.509    | 571,80   | 4,39     |
| Total | 227.464  | 5.997,38 | 40       |

## Història
- 1897: Es crea la subprefectura de Kushiro.
- 1922: Es reanomena com subprefectura de Kushironokuni.
- 1948: El districte d'Ashoro passa a formar part de la subprefectura de Tokachi.
- 1957: La subprefectura torna a dir-se "subprefectura de Kushiro".
- 2010: Degut a la reforma administrativa duta a terme pel govern de Hokkaidō a totes les subprefectures, la subprefectura canvia la seua denominació oficial, tot i que no perd territori, romanent inalterable.

## Demografia
| 1950    | 1960    | 1970    | 1980    | 1990    | 2000    | 2010    | 2020    |
| ------- | ------- | ------- | ------- | ------- | ------- | ------- | ------- |
| 202.593 | 276.791 | 285.157 | 307.195 | 295.380 | 276.654 | 247.323 | 227.464 |